# Vittorio Voglino
Vittorio Voglino (Villafranca d'Asti, 18 febbraio 1945) è un politico italiano. È stato sindaco di Asti dal 2002 al 2007.

## Biografia
Laureato in Pedagogia, è stato dirigente scolastico in diverse scuole medie astigiane. Ha ricoperto il ruolo di segretario del sindacato CISL Scuola e di presidente dell'Istituto Regionale Ricerca Sperimentazione Aggiornamento Educativo del Piemonte.
Nella XIII Legislatura è stato deputato per il Partito Popolare Italiano e ha fatto parte della Commissione Cultura ed Istruzione, rimanendo in carica dal 1996 al 2001. Nello stesso anno è confluito nella Margherita.
Al ballottaggio del 9 e 10 giugno 2002 è stato eletto sindaco di Asti con il 54,6% dei voti. Ricandidatosi alle elezioni del 2007, ottiene il 32,38% dei voti ma viene battuto al primo turno da Giorgio Galvagno del centrodestra, già sindaco in passato di Asti. Nello stesso anno aderisce al Partito Democratico.